# Người Mỹ gốc México
Người Mỹ gốc México (tiếng Anh: Mexican Americans, tiếng Tây Ban Nha: Méxicoamericanos hoặc estadounidenses de origen mexicano) là những công dân Mỹ gốc México toàn phần hoặc một phần. Tính đến tháng 7 năm 2016, người Mỹ gốc México chiếm 11,2% dân số Hoa Kỳ, với 36,3 triệu cư dân Hoa Kỳ được xác định là tổ tiên toàn bộ hoặc một phần từ người México. Tính đến tháng 7 năm 2016, người Mỹ gốc México chiếm 63,2% tổng số người gốc Hispano và Latino ở Hoa Kỳ. Nhiều người Mỹ gốc México sống ở vùng Tây Nam nước Mỹ; hơn 60% người Mỹ gốc México cư trú tại tiểu bang California và Texas. Tính đến năm 2016, người México chiếm 53% tổng số phần trăm dân số Latinh sinh ra ở nước ngoài. Người México cũng là dân số sinh ra ở nước ngoài lớn nhất, chiếm 27% tổng dân số sinh ra ở nước ngoài. Trong số 11 triệu người nhập cư trái phép sống ở Hoa Kỳ, 56% là từ México.
Hoa Kỳ là nơi có cộng đồng México lớn thứ hai trên thế giới, chỉ đứng sau México và chiếm hơn 24% dân số gốc México. Các bộ tộc người Mỹ gốc México di sản bản địa đã ở trong nước ít nhất 15.000 năm và lịch sử México Mestizo kéo dài hơn 400 năm, kể từ năm 1598 thành lập Tân Tây Ban Nha México. Đối tượng Tây Ban Nha của Tây Ban Nha là một phần của Tân Tây Ban Nha vào năm 1848 thông qua Hiệp ước Guadelupe Hidalgo kết thúc Chiến tranh Mỹ-México.
Mặc dù phần lớn người gốc Mỹ gốc México được chính phủ coi là công dân da trắng, họ đã phải đối mặt và tiếp tục đối mặt với sự phân biệt đối xử theo hình thức ý kiến chống México và Tây Ban Nha, trước đây bắt nguồn từ ý tưởng rằng người México quá "da đỏ" để trở thành công dân; Người Mỹ bản địa México, chẳng hạn như Pueblo, đã không được cấp quốc tịch cho đến những năm 1920. Mặc dù có sự đảm bảo ngược lại, quyền sở hữu của các công dân México trước đây thường không được Mỹ tôn trọng theo những sửa đổi và giải thích Hiệp ước. Di cư quy mô lớn liên tục, đặc biệt là sau năm 1910. Cách mạng México, thêm vào dân số ban đầu này. Trong thời kỳ Đại suy thoái, người Mỹ gốc México đã bị vướng vào và phải chịu một chiến dịch tẩy chay dân tộc về trục xuất hàng loạt, ảnh hưởng đến khoảng 500.000 đến hai triệu người. Vi phạm luật nhập cư, chính phủ liên bang cho phép chính quyền tiểu bang và địa phương đơn phương trục xuất công dân mà không có thủ tục tố tụng. Khoảng 85% những người được làm sạch dân tộc là công dân Hoa Kỳ, với 60% là công dân quyền. Dân số còn lại trở nên đồng nhất và hoạt động chính trị hơn trong thỏa thuận mới - phần lớn loại trừ người Mỹ gốc México - và thời đại chiến tranh thế giới thứ hai, đã mang về chương trình Bracero của công nhân khách.
Năm 1965, cuộc đình công nho Delano diễn ra, gây ra bởi chủ yếu là người Philippines ở nông trại Mỹ, trở thành một cuộc đấu tranh xen kẽ khi nhà lãnh đạo lao động và quyền biểu quyết và quyền công dân hoạt động Dolores Huerta, người sáng lập của Hiệp hội Công nhân nông nghiệp quốc gia và cô đồng lãnh đạo César Chávez kết hợp với các tiền đạo để hình thành Công nhân nông dân Hoa Kỳ. Khẩu hiệu của Huerta "Sí, se puede " (tiếng Tây Ban Nha: "Vâng, chúng tôi có thể"), đã được phổ biến nhanh chóng bởi Chávez và trở thành một tiếng kêu tập hợp cho phong trào Chicano hoặc phong trào dân quyền của người Mỹ gốc México. Phong trào Chicano nhắm đến một loạt các cải cách nhân quyền và được truyền cảm hứng từ phong trào dân quyền của người Mỹ gốc Phi; nhu cầu dao động từ việc khôi phục các khoản tài trợ đất đai, quyền của người lao động nông nghiệp, để tăng cường giáo dục, bỏ phiếu và quyền chính trị, cũng như nhận thức mới về lịch sử tập thể. Lối đi dạo Chicano của các học sinh chống chiến tranh được xem là khởi đầu của giai đoạn cấp tiến hơn của phong trào Chicano.
Nhập cư từ México tăng lên rất nhiều trong những năm 1980 và 1990, đạt đỉnh điểm vào giữa những năm 2000. Năm 2008, "Sí, se puede" đã được thông qua là khẩu hiệu chiến dịch năm 2008 của Barack Obama, người được bầu chọn và tái đắc cử là tổng thống Mỹ gốc Phi đầu tiên nhấn mạnh tầm quan trọng ngày càng tăng của cuộc bỏ phiếu ở México. Cuộc Đại suy thoái dẫn đến một sự mất mát nghiêm trọng trong sự giàu có của người Mỹ gốc México và nhập cư từ México giảm. Sự thất bại của các tổng thống của cả hai bên để thực hiện đúng cách cải cách nhập cư tại Hoa Kỳ dẫn đến sự phân cực gia tăng về cách xử lý dân số ngày càng đa dạng khi người Mỹ gốc México trải rộng từ các trung tâm truyền thống ở Tây Nam và Chicago. Trong năm 2015, Hoa Kỳ đã thừa nhận 157.227 người nhập cư México và đến tháng 11 năm 2016, 1,31 triệu người México đã nằm trong danh sách chờ để di cư sang Hoa Kỳ thông qua các phương tiện pháp lý.